# Láz (okres Třebíč)
Láz – miejscowość i gmina (obec) w Czechach, w kraju Wysoczyna, w powiecie Třebíč. W 2022 roku liczyła 292 mieszkańców.